# Valkovce
Valkovce é um município da Eslováquia, situado no distrito de Svidník, na região de Prešov. Tem 6,66 km² de área e sua população em 2018 foi estimada em 206 habitantes.

## Demografia
| Ano:        | 1994 | 2004   | 2014   | 2024   |
| ----------- | ---- | ------ | ------ | ------ |
| Broj ljudi: | 231  | 230    | 224    | 206    |
| Razlika:    |      | -0,43% | -2,60% | -8,03% |

| Ano:               | 2023 | 2024   |
| ------------------ | ---- | ------ |
| Número de pessoas: | 201  | 206    |
| Diferença:         |      | +2,48% |